# Fußball-Club Bayern München 1990-1991
Questa voce raccoglie le informazioni riguardanti il Fußball-Club Bayern München nelle competizioni ufficiali della stagione 1990-1991.

## Stagione
La stagione inizia con la conquista della seconda Supercoppa di Germania, ma poco dopo la squadra viene eliminata nella Coppa di Germania già nel primo turno. Il Bayern partecipa alla Coppa dei Campioni, e qui elimina in successione l'APOEL, il CSKA Sofia e il Porto, prima di incontrare i futuri campioni della Stella Rossa in semifinale: gli Jugoslavi vincono 2-1 l'andata a Monaco, mentre nel ritorno la partita finisce 2-2. Intanto in Bundesliga Roland Wohlfarth è capocannoniere, mentre i bavaresi terminano al secondo posto, a tre punti dai campioni del Kaiserslautern.

## Maglie e sponsor
| Casa | Trasferta |  |

## Rosa
| N. |                     | Ruolo | Calciatore          |
| -- | ------------------- | ----- | ------------------- |
|    | Germania (bandiera) | P     | Raimond Aumann      |
|    | Germania (bandiera) | P     | Gerald Hillringhaus |
|    | Germania (bandiera) | P     | Sven Scheuer        |
|    | Germania (bandiera) | D     | Rainer Aigner       |
|    | Germania (bandiera) | D     | Klaus Augenthaler   |
|    | Germania (bandiera) | D     | Roland Grahammer    |
|    | Germania (bandiera) | D     | Ulf Kliche          |
|    | Germania (bandiera) | D     | Jürgen Kohler       |
|    | Germania (bandiera) | D     | Markus Münch        |
|    | Germania (bandiera) | D     | Hans Pflügler       |
|    | Germania (bandiera) | D     | Stefan Reuter       |

| N. |                      | Ruolo | Calciatore        |
| -- | -------------------- | ----- | ----------------- |
|    | Germania (bandiera)  | C     | Manfred Bender    |
|    | Germania (bandiera)  | C     | Stefan Effenberg  |
|    | Danimarca (bandiera) | C     | Allan Nielsen     |
|    | Germania (bandiera)  | C     | Manfred Schwabl   |
|    | Germania (bandiera)  | C     | Michael Sternkopf |
|    | Germania (bandiera)  | C     | Thomas Strunz     |
|    | Germania (bandiera)  | C     | Olaf Thon         |
|    | Germania (bandiera)  | C     | Christian Ziege   |
|    | Danimarca (bandiera) | A     | Brian Laudrup     |
|    | Scozia (bandiera)    | A     | Alan McInally     |
|    | Germania (bandiera)  | A     | Roland Wohlfarth  |

## Organigramma societario
Area direttiva
- Presidente:  Fritz Scherer

Area tecnica
- Allenatore: Jupp Heynckes
- Allenatore in seconda: Egon Coordes
- Preparatore dei portieri:
- Preparatori atletici:

## Calciomercato

### Sessione estiva
| Acquisti | Acquisti            | Acquisti                 | Acquisti |
| R.       | Nome                | da                       | Modalità |
| -------- | ------------------- | ------------------------ | -------- |
| D        | Rainer Aigner       | Bayern Monaco II         |          |
| C        | Stefan Effenberg    | Borussia M'gladbach      |          |
| D        | Ulf Kliche          | Bayern Monaco II         |          |
| A        | Brian Laudrup       | Uerdingen 05             |          |
| D        | Markus Münch        | Bayern Monaco (juniores) |          |
| C        | Michael Sternkopf   | Karlsruhe                |          |
| C        | Thorsten Wörsdörfer | Bad Homburg 05           |          |
| C        | Christian Ziege     | Hertha Zehlendorf        |          |

| Cessioni | Cessioni            | Cessioni            | Cessioni |
| R.       | Nome                | a                   | Modalità |
| -------- | ------------------- | ------------------- | -------- |
| C        | Thorsten Wörsdörfer | Schalke 04          |          |
| C        | Ludwig Kögl         | Stoccarda           |          |
| C        | Hans-Dieter Flick   | Colonia             |          |
| D        | Thomas Kastenmaier  | Borussia M'gladbach |          |

### Sessione invernale
| Acquisti | Acquisti | Acquisti | Acquisti |
| R.       | Nome     | da       | Modalità |
| -------- | -------- | -------- | -------- |

| Cessioni | Cessioni           | Cessioni   | Cessioni |
| R.       | Nome               | a          | Modalità |
| -------- | ------------------ | ---------- | -------- |
| C        | Hans Dorfner       | Norimberga |          |
| A        | Radmilo Mihajlović | Schalke 04 |          |

## Risultati

### Bundesliga

#### Girone di andata
| Arbitro: | Dellwing |

|                      |           |             |
| Effenberg 86’ (rig.) | Marcatori | 63’ Kirsten |

| Amburgo 14 agosto 1990, ore 20:00 CEST 2ª giornata | St. Pauli | 0 – 0 referto | Bayern Monaco | Millerntor-Stadion (20 551 spett.)\| Arbitro: \| Steinborn \| |
| Arbitro:                                           | Steinborn |               |               |                                                               |

| Arbitro: | Theobald |

|                      |           |               |
| Strunz 6’ Bender 62’ | Marcatori | 30’ Frontzeck |

| Arbitro: | Dardenne |

|                               |           |                                            |
| Kohler 32’ (aut.) Hermann 59’ | Marcatori | 9’ Laudrup 20’ Wohlfarth 90’ (rig.) Reuter |

| Arbitro: | Aust |

|                                                       |           |  |
| Wohlfarth 43’ Dorfner 48’ Strunz 53’ Hotić 63’ (aut.) | Marcatori |  |

| Arbitro: | Harder |

|               |           |                       |
| Hutwelker 89’ | Marcatori | 18’ Strunz 58’ Bender |

| Arbitro: | Mierswa |

|                              |           |                             |
| Wohlfarth 4’ Augenthaler 33’ | Marcatori | 47’ (aut.) Kohler 84’ Legat |

| Arbitro: | Assenmacher |

|             |           |  |
| Borowka 52’ | Marcatori |  |

| Arbitro: | Föckler |

|                                                 |           |                 |
| Strunz 52’ (rig.) Wohlfarth 58’, 60’ Kohler 89’ | Marcatori | 77’ Kastenmaier |

| Arbitro: | Umbach |

|                                               |           |  |
| Ordenewitz 3’ Janßen 25’ Banach 38’ Sturm 66’ | Marcatori |  |

| Arbitro: | Weber |

|                                                                           |           |             |
| Wohlfarth 3’ Laudrup 17’ Pflügler 42’ Strunz 48’ Reuter 60’ Sternkopf 78’ | Marcatori | 24’ Stratos |

| Arbitro: | Neuner |

|              |           |                                                    |
| Eckstein 82’ | Marcatori | 28’ Wohlfarth 41’ Laudrup 65’ Effenberg 77’ Kohler |

| Arbitro: | Berg |

|                        |           |                                    |
| Effenberg 70’ Thon 90’ | Marcatori | 79’ Helmer 81’ Wegmann 85’ Povlsen |

| Berlino 17 novembre 1990, ore 15:30 CET 14ª giornata | Hertha Berlino | 0 – 0 referto | Bayern Monaco | Stadio Olimpico (38 752 spett.)\| Arbitro: \| Prengel \| |
| Arbitro:                                             | Prengel        |               |               |                                                          |

| Arbitro: | Tritschler |

|                                                                        |           |  |
| Effenberg 7’ Bender 13’ Wohlfarth 33’, 77’ Laudrup 53’, 88’ Kohler 60’ | Marcatori |  |

| Arbitro: | Krug |

|               |           |  |
| Wohlfarth 34’ | Marcatori |  |

| Arbitro: | Merk |

|          |           |               |
| Fach 86’ | Marcatori | 55’ Wohlfarth |

#### Girone di ritorno
| Arbitro: | Föckler |

|          |           |                           |
| Pagé 62’ | Marcatori | 80’ Wohlfarth 87’ Laudrup |

| Arbitro: | Führer |

|  |           |             |
|  | Marcatori | 43’ Sievers |

| Arbitro: | Kirschen |

|  |           |                                    |
|  | Marcatori | 32’, 47’ Wohlfarth 84’ (rig.) Thon |

| Arbitro: | Löwer |

|                                         |           |  |
| Laudrup 18’ Effenberg 50’ Wohlfarth 55’ | Marcatori |  |

| Arbitro: | Assenmacher |

|                     |           |              |
| Hotić 60’ Kuntz 85’ | Marcatori | 4’ Wohlfarth |

| Arbitro: | Wiesel |

|  |           |            |
|  | Marcatori | 64’ Allofs |

| Arbitro: | Harder |

|                      |           |                          |
| Heinemann 22’ (rig.) | Marcatori | 51’ Bender 73’ Wohlfarth |

| Arbitro: | Broska |

|               |           |                  |
| Wohlfarth 15’ | Marcatori | 56’ (rig.) Rufer |

| Arbitro: | Merk |

|            |           |                 |
| Criens 77’ | Marcatori | 89’ Augenthaler |

| Arbitro: | Steinborn |

|                        |           |                     |
| Laudrup 2’ Schwabl 86’ | Marcatori | 60’ Banach 88’ Götz |

| Arbitro: | Krug |

|                      |           |                         |
| Nando 30’ Furtok 79’ | Marcatori | 9’, 90’ Reuter 87’ Thon |

| Arbitro: | Kriegelstein |

|                          |           |  |
| Kohler 70’ Effenberg 87’ | Marcatori |  |

| Arbitro: | Theobald |

|                            |           |                                     |
| Poschner 4’ Rummenigge 55’ | Marcatori | 45’ Grahammer 62’ Laudrup 87’ Ziege |

| Arbitro: | Kasper |

|                                                                       |           |                                       |
| Thon 19’, 45’ (rig.), 72’ Effenberg 38’ Wohlfarth 50’, 53’ Bender 74’ | Marcatori | 37’ Kretschmer 58’ Čelić 87’ Zernicke |

| Arbitro: | Wiesel |

|                                   |           |                             |
| Hartmann 61’ Neuhaus 69’ Fink 89’ | Marcatori | 38’ Effenberg 87’ Wohlfarth |

| Arbitro: | Weber |

|  |           |            |
|  | Marcatori | 35’ Strunz |

| Arbitro: | Berg |

|                          |           |                            |
| Strunz 51’ Effenberg 54’ | Marcatori | 44’ Witeczek 65’ Chapuisat |

### Coppa di Germania
| Arbitro: | Schneider |

|                          |           |  |
| Schwechheimer 28’ (rig.) | Marcatori |  |

### Supercoppa di Germania
| Arbitro: | Weber |

|                                            |           |           |
| Reuter 6’ Kohler 19’ Bender 28’ Strunz 45’ | Marcatori | 62’ Kuntz |

### Coppa dei Campioni
| Arbitro: | Petrescu |

|                         |           |                                    |
| Gogić 5’ Pantziaras 78’ | Marcatori | 71’ Reuter 87’ McInally 89’ Strunz |

| Arbitro: | Azzopardi |

|                                          |           |  |
| Augenthaler 48’ Mihajlović 64’, 89’, 90’ | Marcatori |  |

| Arbitro: | Halle |

|                                                     |           |  |
| Reuter 3’, 63’ (rig.) Wohlfarth 28’ Augenthaler 54’ | Marcatori |  |

| Arbitro: | Lund-Sørensen |

|  |           |                                          |
|  | Marcatori | 17’ Wohlfarth 79’ Effenberg 84’ McInally |

| Arbitro: | Goethals |

|            |           |               |
| Bender 30’ | Marcatori | 65’ Paciência |

| Arbitro: | Hackett |

|  |           |                      |
|  | Marcatori | 19’ Ziege 67’ Bender |

| Arbitro: | Forstinger |

|               |           |                          |
| Wohlfarth 23’ | Marcatori | 45’ Pančev 70’ Savićević |

| Arbitro: | Galler |

|                                       |           |                            |
| Mihajlović 25’ Augenthaler 90’ (aut.) | Marcatori | 62’ Augenthaler 67’ Bender |

## Statistiche

### Statistiche di squadra
| Competizione           | Punti | In casa | In casa | In casa | In casa | In casa | In casa | In trasferta | In trasferta | In trasferta | In trasferta | In trasferta | In trasferta | Totale | Totale | Totale | Totale | Totale | Totale | DR  |
| Competizione           | Punti | G       | V       | N       | P       | Gf      | Gs      | G            | V            | N            | P            | Gf           | Gs           | G      | V      | N      | P      | Gf     | Gs     | DR  |
| ---------------------- | ----- | ------- | ------- | ------- | ------- | ------- | ------- | ------------ | ------------ | ------------ | ------------ | ------------ | ------------ | ------ | ------ | ------ | ------ | ------ | ------ | --- |
| Bundesliga             | 45    | 17      | 9       | 5       | 3       | 46      | 19      | 17           | 9            | 4            | 4            | 28           | 22           | 34     | 18     | 9      | 7      | 74     | 41     | +33 |
| Coppa di Germania      | -     | 0       | 0       | 0       | 0       | 0       | 0       | 1            | 0            | 0            | 1            | 0            | 1            | 1      | 0      | 0      | 1      | 0      | 1      | -1  |
| Supercoppa di Germania | -     | 1       | 1       | 0       | 0       | 4       | 1       | 0            | 0            | 0            | 0            | 0            | 0            | 1      | 1      | 0      | 0      | 4      | 1      | +3  |
| Coppa dei Campioni     | -     | 4       | 2       | 1       | 1       | 10      | 3       | 4            | 3            | 1            | 0            | 10           | 4            | 8      | 5      | 2      | 1      | 20     | 7      | +13 |
| Totale                 | 45    | 22      | 12      | 6       | 4       | 60      | 23      | 22           | 12           | 5            | 5            | 38           | 27           | 44     | 24     | 11     | 9      | 98     | 50     | +48 |

### Andamento in campionato
| Giornata  | 1 | 2  | 3 | 4 | 5 | 6 | 7 | 8 | 9 | 10 | 11 | 12 | 13 | 14 | 15 | 16 | 17 | 18 | 19 | 20 | 21 | 22 | 23 | 24 | 25 | 26 | 27 | 28 | 29 | 30 | 31 | 32 | 33 | 34 |
| --------- | - | -- | - | - | - | - | - | - | - | -- | -- | -- | -- | -- | -- | -- | -- | -- | -- | -- | -- | -- | -- | -- | -- | -- | -- | -- | -- | -- | -- | -- | -- | -- |
| Luogo     | C | T  | C | T | C | T | C | T | C | T  | C  | T  | C  | T  | C  | C  | T  | T  | C  | T  | C  | T  | C  | T  | C  | T  | C  | T  | C  | T  | C  | T  | T  | C  |
| Risultato | N | N  | V | V | V | V | N | P | V | P  | V  | V  | P  | N  | V  | V  | N  | V  | P  | V  | V  | P  | P  | V  | N  | N  | N  | V  | V  | V  | V  | P  | V  | N  |
| Posizione | 7 | 11 | 6 | 4 | 1 | 1 | 2 | 3 | 1 | 3  | 1  | 1  | 2  | 3  | 2  | 1  | 2  | 1  | 2  | 2  | 1  | 2  | 3  | 3  | 3  | 3  | 3  | 2  | 2  | 2  | 2  | 2  | 2  | 2  |

Legenda:

Luogo: C = Casa; T = Trasferta. Risultato: V = Vittoria; N = Pareggio; P = Sconfitta.

### Statistiche dei giocatori
| Giocatore       | Bundesliga | Bundesliga | Bundesliga  | Bundesliga | Coppa di Germania | Coppa di Germania | Coppa di Germania | Coppa di Germania | Supercoppa di Germania | Supercoppa di Germania | Supercoppa di Germania | Supercoppa di Germania | Coppa dei Campioni | Coppa dei Campioni | Coppa dei Campioni | Coppa dei Campioni | Totale   | Totale | Totale      | Totale     |
| Giocatore       | Presenze   | Reti       | Ammonizioni | Espulsioni | Presenze          | Reti              | Ammonizioni       | Espulsioni        | Presenze               | Reti                   | Ammonizioni            | Espulsioni             | Presenze           | Reti               | Ammonizioni        | Espulsioni         | Presenze | Reti   | Ammonizioni | Espulsioni |
| --------------- | ---------- | ---------- | ----------- | ---------- | ----------------- | ----------------- | ----------------- | ----------------- | ---------------------- | ---------------------- | ---------------------- | ---------------------- | ------------------ | ------------------ | ------------------ | ------------------ | -------- | ------ | ----------- | ---------- |
| R. Aigner       | 1          | 0          | 0           | 0          | 0                 | 0                 | 0                 | 0                 | 0                      | 0                      | 0                      | 0                      | 0                  | 0                  | 0                  | 0                  | 1        | 0      | 0           | 0          |
| K. Augenthaler  | 27         | 2          | 3           | 0          | 1                 | 0                 | 1                 | 0                 | 1                      | 0                      | 0                      | 0                      | 7                  | 3                  | 0                  | 1                  | 36       | 5      | 4           | 1          |
| R. Aumann       | 32         | 0          | 0           | 0          | 1                 | 0                 | 0                 | 0                 | 1                      | 0                      | 0                      | 0                      | 7                  | 0                  | 0                  | 0                  | 41       | 0      | 0           | 0          |
| M. Bender       | 33         | 5          | 2           | 2          | 1                 | 0                 | 0                 | 0                 | 1                      | 1                      | 0                      | 0                      | 8                  | 3                  | 0                  | 0                  | 43       | 9      | 2           | 2          |
| H. Dorfner      | 14         | 1          | 1           | 0          | 0                 | 0                 | 0                 | 0                 | 0                      | 0                      | 0                      | 0                      | 4                  | 0                  | 0                  | 0                  | 18       | 1      | 1           | 0          |
| S. Effenberg    | 32         | 9          | 6           | 0          | 1                 | 0                 | 0                 | 0                 | 1                      | 0                      | 0                      | 0                      | 8                  | 1                  | 0                  | 0                  | 42       | 10     | 6           | 0          |
| R. Grahammer    | 24         | 1          | 4           | 0          | 1                 | 0                 | 1                 | 0                 | 1                      | 0                      | 0                      | 0                      | 3                  | 0                  | 0                  | 0                  | 29       | 1      | 5           | 0          |
| G. Hillringhaus | 0          | 0          | 0           | 0          | 0                 | 0                 | 0                 | 0                 | 0                      | 0                      | 0                      | 0                      | 0                  | 0                  | 0                  | 0                  | 0        | 0      | 0           | 0          |
| U. Kliche       | 0          | 0          | 0           | 0          | 0                 | 0                 | 0                 | 0                 | 0                      | 0                      | 0                      | 0                      | 1                  | 0                  | 0                  | 0                  | 1        | 0      | 0           | 0          |
| J. Kohler       | 29         | 4          | 4           | 0          | 1                 | 0                 | 0                 | 0                 | 1                      | 1                      | 0                      | 0                      | 7                  | 0                  | 0                  | 0                  | 38       | 5      | 4           | 0          |
| L. Kögl         | 0          | 0          | 0           | 0          | 1                 | 0                 | 0                 | 0                 | 0                      | 0                      | 0                      | 0                      | 0                  | 0                  | 0                  | 0                  | 1        | 0      | 0           | 0          |
| B. Laudrup      | 33         | 9          | 1           | 0          | 1                 | 0                 | 0                 | 0                 | 1                      | 0                      | 0                      | 0                      | 7                  | 0                  | 0                  | 0                  | 42       | 9      | 1           | 0          |
| A. McInally     | 7          | 0          | 1           | 0          | 0                 | 0                 | 0                 | 0                 | 0                      | 0                      | 0                      | 0                      | 4                  | 2                  | 0                  | 0                  | 11       | 2      | 1           | 0          |
| R. Mihajlović   | 9          | 0          | 1           | 1          | 1                 | 0                 | 0                 | 0                 | 1                      | 0                      | 0                      | 0                      | 2                  | 3                  | 0                  | 0                  | 13       | 3      | 1           | 1          |
| M. Münch        | 2          | 0          | 1           | 0          | 0                 | 0                 | 0                 | 0                 | 0                      | 0                      | 0                      | 0                      | 1                  | 0                  | 0                  | 0                  | 3        | 0      | 1           | 0          |
| A. Nielsen      | 1          | 0          | 0           | 0          | 0                 | 0                 | 0                 | 0                 | 0                      | 0                      | 0                      | 0                      | 0                  | 0                  | 0                  | 0                  | 1        | 0      | 0           | 0          |
| H. Pflügler     | 30         | 1          | 2           | 0          | 1                 | 0                 | 0                 | 0                 | 1                      | 0                      | 0                      | 0                      | 6                  | 0                  | 0                  | 0                  | 38       | 1      | 2           | 0          |
| S. Reuter       | 30         | 4          | 1           | 1          | 1                 | 0                 | 1                 | 0                 | 1                      | 1                      | 0                      | 0                      | 8                  | 3                  | 0                  | 0                  | 40       | 8      | 2           | 1          |
| S. Scheuer      | 2          | 0          | 0           | 0          | 0                 | 0                 | 0                 | 0                 | 0                      | 0                      | 0                      | 0                      | 1                  | 0                  | 0                  | 0                  | 3        | 0      | 0           | 0          |
| M. Schwabl      | 23         | 1          | 4           | 0          | 0                 | 0                 | 0                 | 0                 | 0                      | 0                      | 0                      | 0                      | 4                  | 0                  | 0                  | 0                  | 27       | 1      | 4           | 0          |
| M. Sternkopf    | 9          | 1          | 0           | 0          | 0                 | 0                 | 0                 | 0                 | 1                      | 0                      | 0                      | 0                      | 1                  | 0                  | 0                  | 0                  | 11       | 1      | 0           | 0          |
| T. Strunz       | 26         | 7          | 7           | 0          | 1                 | 0                 | 0                 | 1                 | 1                      | 1                      | 0                      | 0                      | 6                  | 1                  | 0                  | 0                  | 34       | 9      | 7           | 1          |
| O. Thon         | 25         | 6          | 2           | 0          | 0                 | 0                 | 0                 | 0                 | 0                      | 0                      | 0                      | 0                      | 6                  | 0                  | 0                  | 0                  | 31       | 6      | 2           | 0          |
| R. Wohlfarth    | 34         | 21         | 3           | 0          | 1                 | 0                 | 0                 | 0                 | 1                      | 0                      | 0                      | 0                      | 7                  | 3                  | 0                  | 0                  | 43       | 24     | 3           | 0          |
| T. Wörsdörfer   | 0          | 0          | 0           | 0          | 0                 | 0                 | 0                 | 0                 | 0                      | 0                      | 0                      | 0                      | 0                  | 0                  | 0                  | 0                  | 0        | 0      | 0           | 0          |
| C. Ziege        | 13         | 1          | 2           | 0          | 0                 | 0                 | 0                 | 0                 | 0                      | 0                      | 0                      | 0                      | 3                  | 1                  | 0                  | 0                  | 16       | 2      | 2           | 0          |